# Marktstraße 15 (Quedlinburg)

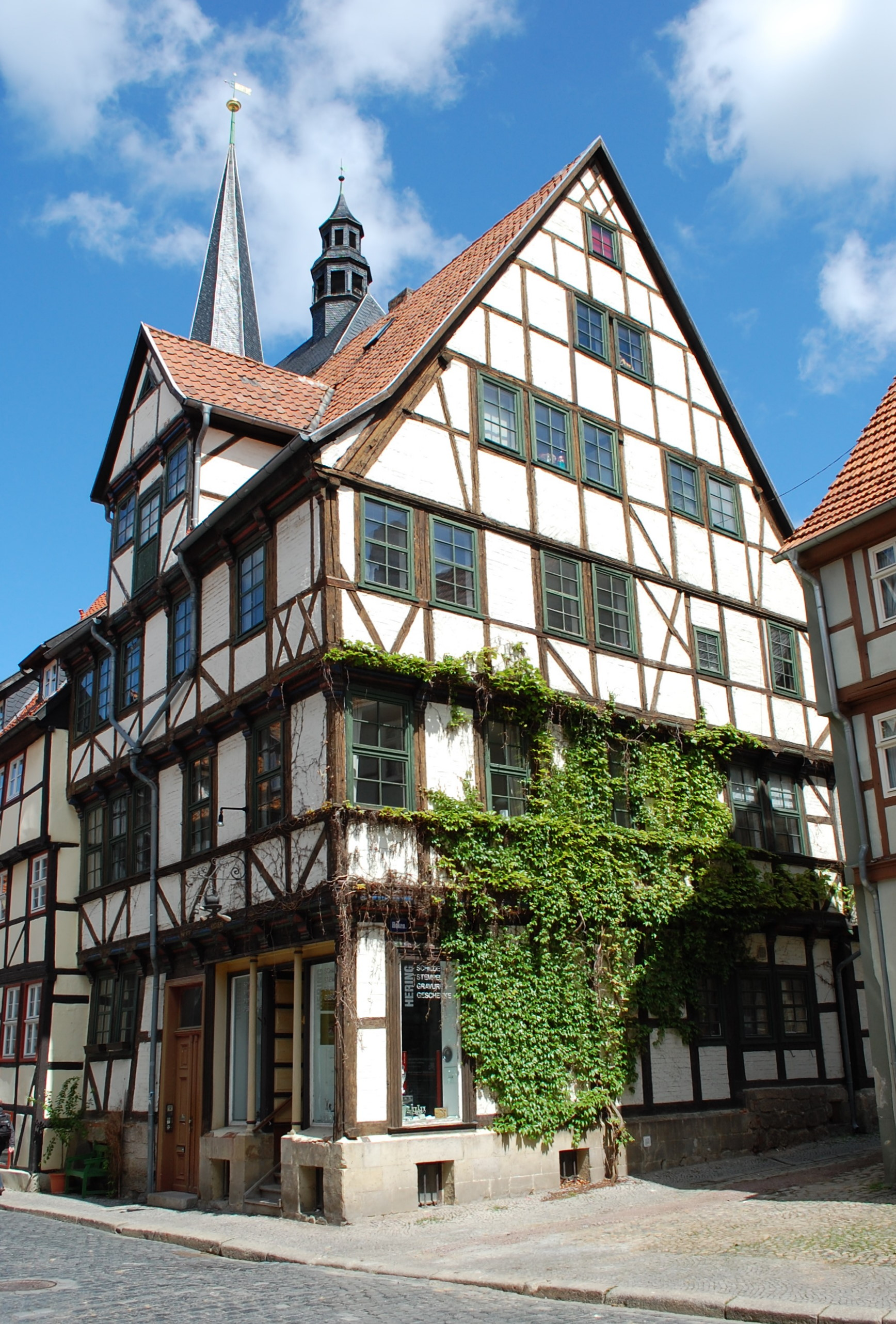
Marktstraße 15

Das Haus Marktstraße 15 ist ein denkmalgeschütztes Gebäude in der Stadt Quedlinburg in Sachsen-Anhalt. 

## Lage
Es befindet sich in der historischen Quedlinburger Altstadt nördlich des Marktplatzes der Stadt, auf der Ostseite der Marktstraße. Es tritt aus der Bauflucht deutlich heraus. Das Gebäude ist im Quedlinburger Denkmalverzeichnis als Kaufmannshof bezeichnet.

## Architektur und Geschichte
Das Fachwerkhaus entstand im Jahr 1660 in der Zeit des Frühbarock. Eine mit Wappen versehene Inschrift verweist auf ANDREAS SCHRÖDER als Baumeister. Besonders markant ist das sehr steile Dach, auf dessen Westseite sich ein Zwerchhaus befindet. Die Fachwerkfassade des Hauses ist mit Pyramidenbalkenköpfen, Andreaskreuzen und Fußbändern verziert. Die Gefache des Fachwerks sind mit Zierausmauerungen ausgefüllt.